# 케이엔에스
주식회사 케이엔에스(KNS Co., Ltd.) 는 이차전지의 전류차단장치(CID) 자동화 장비 제조기업이다. 2006년 4월 20일에 설립되었으며 신영증권을 상장 주관사로 코스닥에 2023년 12월 4일에 상장하였다. 본사는 경기도 평택시 서탄면 서탄로 446-9에 위치해 있다. 직원수는 57명이다. 
- 피엔티
- 이노메트리

## 참고 문헌
1. ↑  이지운, '2차전지 자동화' 케이엔에스, 공모청약 돌입… 신영증권 주관, 머니S, 2023.11.27